# Friedrich Gustav Piffl
Friedrich Gustav Piffl  (né le 15 octobre 1864 à Landskron en royaume de Bohême, et mort le 21 avril 1932 à Vienne) est un cardinal autrichien du XXe siècle.

## Biographie
Pfill est le fils d'un libraire. Il est curé et prieur de l'église collégiale de Klosterneuburg. Il est élu archevêque de Vienne en 1913. Le pape Pie X le crée cardinal lors du consistoire du 25 mai 1914. 
Le cardinal Pfill participe au conclaves de 1914 (élection de Benoît XV) et de 1922 (élection de Pie XI). Il célèbre les obsèques de l'empereur François-Joseph Ier en 1916.

## Succession apostolique
Friedrich Gustav Piffl a ordonné les évêques suivants :
- Évêque Johannes Maria Gföllner (de) (1915)
- Évêque Ernst Seydl (de) (1918)
- Archevêque Ferdinand Stanislaus Pawlikowski (de) (1927)
- Évêque Michael Memelauer (de) (1927)
- Archevêque Franz Kamprath (de) (1929)
- Évêque Josef Klemann (de), O.S.F.S. (1931)